# 参同契
参同契（さんどうかい）は、中国唐代の禅僧石頭希遷による禅の詩。
参は現象、同は平等、契は一致という意味で、現象と平等とは一致しているという意味となる。
曹洞宗では毎朝の仏祖諷経で『宝鏡三昧』と交互に読まれる。

## 概要
五言×44句の220字からなる。2句、4句の偶数句ごとに韻が踏まれている。
当時、南北に別れていがみ合っていた禅宗の融和をはかるために作成されたとされる。

## 関連文献
- 『参同契宝鏡三昧纂解』（辻顕高著、鴻盟社、1885年）
- 『参同契提唱 - 道元禅の源流』（井上義光著、少林窟道場、1961年）
- 『参同契普説 - The禅part2』（原田雪渓著、ペンハウス、1996年）
- 『般若心経参同契宝鏡三昧提唱』（西嶋和夫著、金沢文庫、1997年）
- 『参同契・宝鏡三昧・妙法蓮華経如来寿量品偈提唱録』（川上雪担著、苔熊出版、2010年）